# Blues and Roots
Blues and Roots ist ein Jazz-Album des Kontrabassisten Charles Mingus aus dem Jahr 1960. Das Album war wegweisend, da es den Jazz auf neue Weise interpretierte und die Wurzeln der Musik hervorhob. Mingus’ Kompositionen auf diesem Album zeigten seine Fähigkeit, traditionelle Stile mit modernen Elementen zu verbinden. Nach Blues and Roots konnte es zudem keinen Zweifel mehr daran geben, dass er fest in den Grundlagen des Jazz verwurzelt war und eine tiefe Affinität dazu hatte.

## Geschichte und Aufbau des Albums
Mingus erklärt in den Liner Notes, dass ihm der Atlantic Record Produzent Nesuhi Ertegün ein Jahr zuvor vorgeschlagen hatte, ein ganzes Album mit Blues zu machen, wie schon  Haitian Fight Song auf dem Atlantic-Album The Clown 1957, da Kritiker gemeint hätten Mingus swinge nicht genug und mache zu intellektuelle, experimentelle Musik. Mingus in den Liner Notes: Ich dachte darüber nach. Ich wurde 'swingend' geboren und schlug meine Hände als kleiner Junge in der Kirche zusammen, aber ich bin erwachsen geworden und liebe es die Dinge anders als nur mit Swing anzugehen. Blues kann aber mehr als nur swingen. So stimmte ich zu. Eine mittelgroße Besetzung von vier Saxophonen und zwei Posaunen erzeugen die Stimmen, die von der gut eingespielten Rhythmusgruppe von Mingus und Richmond zusammengehalten werden.
Das erste Stück Wednesday Night Prayer Meeting erinnert nach Mingus an die Gospelmusik der Methodisten-Gottesdienste, die er als Kind in Begleitung seiner Stiefmutter erlebte. Die Stimmen der Gottesdienstbesucher übernehmen die Saxophone im Wechselspiel, gelegentlich unterbrochen und vorangetrieben von Zwischenrufen und Klatschen (zweite Hälfte zum Alt-Solo) von Mingus und anderen Spielern. Auch Richmond hat ein kurzes Solo (neben Handy, Dennis, Parlan mit einem monotonen Groove, Ervin).
Cryin’ Blues ist ein langsamer Blues, eröffnet mit einem Tenorsolo, gefolgt von einem Solo von Mingus, Parlan am Klavier und McLean ist am Schluss im Chor mit den anderen zu hören, die ihre Energie auch in Zwischenrufen loswerden, bevor das Stück langsam ausklingt.
In Moanin’ sind Soli von McLean, Pepper Adams, Booker Ervin, immer wieder unterlegt durch die rhythmisch eingesetzte Thema-Phrase (Riff), gespielt vom Adams am Bariton. Das Stück, das in AABA-Form verfasst ist (wobei jedes der Segmente 16 Takte umfasst) wurde auch von der Mingus Bigband neu eingespielt.
Tensions hat Soli von Mingus, McLean, Booker Ervin, Parlan und Richmond.
My Jelly Roll Soul führt in die Welt des frühen Jazz, von der sich Mingus nach eigenen Worten durch ein Buch mit Stücken von Jelly Roll Morton inspirieren ließ, das er aber vor Beginn der Komposition verlegt hatte. Hier hat auch Knepper sein Solo, gefolgt von Parlan am Klavier und McLean. Am Schluss spielen Mingus und Richmond im Wechsel, wobei am Ende die Bläser wieder mit einsetzen.
E’s Flat Ah’s Flat Too ist wieder in schnellem Tempo und nach Mingus pyramidenförmig in der Art eines Circle Songs aufgebaut. Das bluesförmige Thema wird wiederholt, während Riffs und weitere Themen so zugefügt werden, dass das Gefühl entsteht, ein Kanon erklinge. Gemeinsames Ensemblespiel rahmt die Soli von Waldron, Booker Ervin, McLean, Handy und Richmond ein.
Berichten zufolge war die Aufnahmesession angeblich recht „unorganisiert“ gewesen; aber vielleicht habe das sogar dazu beigetragen, den Interpretationen „das richtige Gefühl zu geben, da sie so locker und frei schwingend ausfielen.“
Auf dem drei Monate später eingespielten Nachfolger Mingus Ah Um (noch 1959 veröffentlicht) griff er einige Elemente (den Gospel in Better Git in Your Soul ähnlich wie in Wednesday Night Prayer Meeting, frühen Jazz in Jelly Roll) wieder auf.

## Titelliste
Alle Kompositionen stammen von Charles Mingus.
Seite 1:
1. Wednesday Night Prayer Meeting – 5:39
2. Cryin’ Blues – 4:58
3. Moanin’ a – 7:5
Seite 2:
4. Tensions – 6:27
5. My Jelly Roll Soul – 6:47
6. E’s Flat Ah’s Flat Too b – 6:37
Bonustracks der Neuveröffentlichung durch Rhino Entertainment (1998)
1. Wednesday Night Prayer Meeting (Alternate Take) – 6:59
2. Tensions (Alternate Take) – 5:18
3. My Jelly Roll Soul (Alternate Take) – 11:25
4. E’s Flat Ah’s Flat Too (Alternate Take) – 6:47

## Graphische Gestaltung des Tonträgers
Das Foto auf dem Cover, ein Porträt von Mingus, wurde von Lee Friedlander aufgenommen.

## Rezeption
Nach Ansicht von Steve Huey, der Blues and Roots für Allmusic besprach, sei das Album „nicht ganz so eklektisch“ wie es bei Mingus erwartbar wäre, sondern gilt als dessen wohl fröhlichstes Werk. Mingus arbeite mit einfachen Formen; er steigere die Komplexität der Musik, indem er ein mittelformatiges Ensemble mehrere Linien gleichzeitig spielen lasse – „ähnlich wie bei den alten Dixieland-Ensembles, aber mit einem ausgesprochen modernen Geschmack.“ Die Solisten spielten feurig und trügen dazu bei, dass das Album „vielleicht das gefühlvollste“ in der Diskografie von Mingus sei.
Das Magazin Rolling Stone wählte das Album 2013 in der Liste der 100 besten Jazz-Alben auf Platz 42.